# Rörö
Rörö is een plaats in de gemeente Öckerö in het landschap Bohuslän en de provincie Västra Götalands län in Zweden. De plaats heeft 283 inwoners (2005) en een oppervlakte van 52 hectare. Het eiland ligt in het noordelijke deel van de Göteborg-archipel en is het noordelijkste bewoonde eiland van de gemeente Öckerö. Het eiland is te bereiken met een veerboot vanuit Burö. Het noordwesten van Rörö is een natuurreservaat, dit natuurreservaat beslaat 2/3 van het eiland. Aan de zuidkant van het eiland ligt een schiereiland, dit schiereiland heet Köön.